# Awa-shima
Awa-shima (粟島) est une île japonaise en mer du Japon.

## Géographie
Elle s'étend sur environ 7 km de long et 2,5 km de large. Sa ville principale est Awashimaura.

## Histoire
Des découvertes archéologiques de céramiques montrent que l'île est habitée depuis au moins 5 000 à 4 500 ans. Elle est mentionnée pour la première fois dans l'ouvrage Daidō ruijuhō en 808.

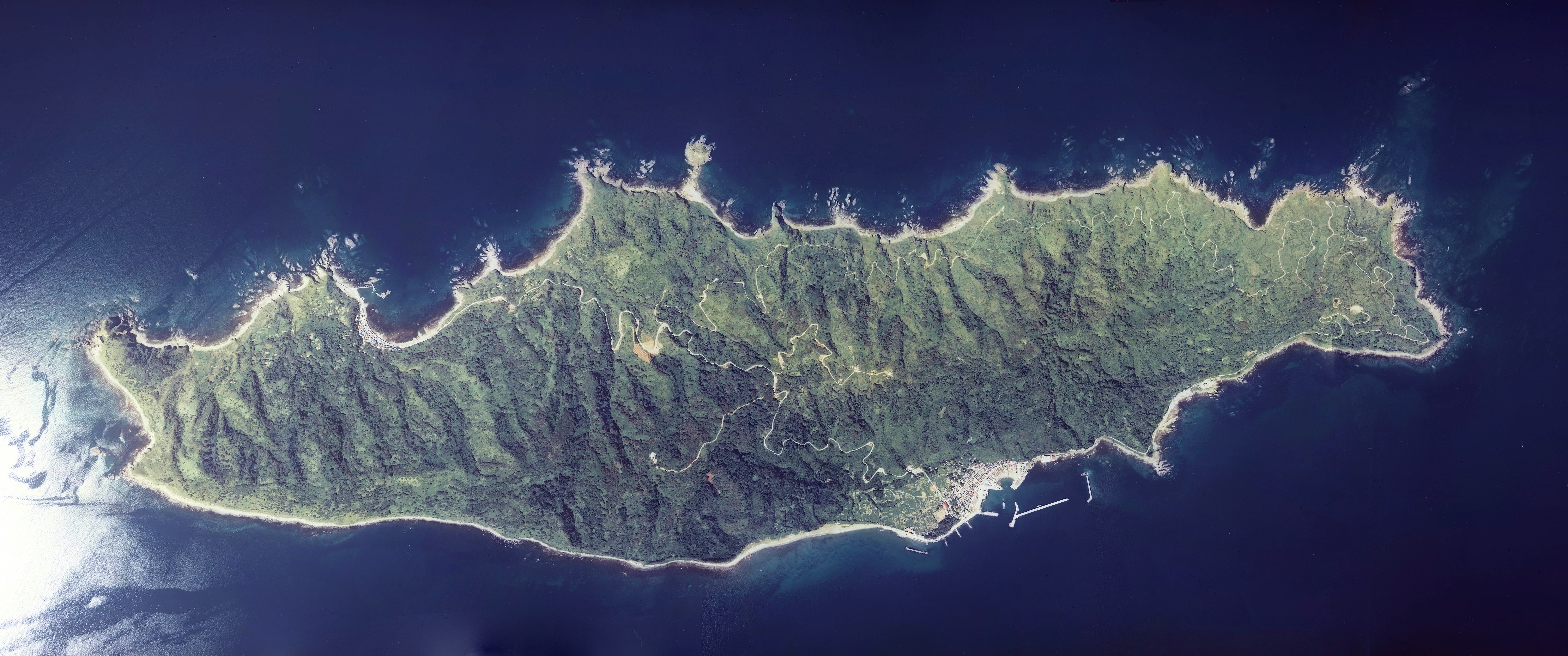
Vue aérienne d'Awa-shima.